# Walter L. Gordon
Walter Lockhart Gordon, PC, CC (* 27. Januar 1906 in Toronto, Ontario; † 21. März 1987 ebenda) war ein kanadischer Politiker.

## Biografie
Gordon, der ursprünglich Wirtschaftsmanager war, erlangte nationale Bekanntheit, als er 1955 zum Vorsitzenden der Königlichen Kommission für Wirtschaftsprognosen (Commission on Canada’s Economic Prospects) wurde. In ihrem Bericht von 1957 beklagte diese Gordon-Kommission nicht nur den ausländischen Einfluss auf die kanadische Wirtschaft, sondern diskutierte auch den Export natürlicher Ressourcen, forderte eine besser ausgebildete Arbeiterschaft sowie eine gerechtere geografische Verteilung des Wohlstands in Kanada. Zwischen 1962 und 1968 war er Abgeordneter des Unterhauses, wo er die Interessen der Liberalen Partei im Wahlkreis Davenport vertrat.
1963 wurde er von Premierminister Lester Pearson zum Finanzminister in dessen Kabinett berufen. Dabei erzielte er Aufsehen mit der Vorlage seines ersten Haushaltsplans als er wegen der Verletzung des Haushaltsgeheimnisses kritisiert wurde und aufgrund der Wirtschaftslobby sowie der USA gezwungen wurde seine Versprechen hinsichtlich der Kontrolle ausländischen Eigentums in Kanada abzuändern. 1965 trat er als Finanzminister zurück, nachdem die Liberale Partei ihre Mehrheit bei der von ihm vorgeschlagenen vorzeitigen Neuwahl zum Unterhaus verloren hatte. Pearson blieb jedoch Premierminister einer Minderheitsregierung, in die er 1967 auch wieder Gordon als Minister ohne Geschäftsbereich berief. Nach dem Ende von Pearsons Amtszeit im Juni 1968 schied er aus dem Kabinett aus und kehrte in die Wirtschaft zurück.
Während der 1970er Jahre war er Gründer des Komitees für ein unabhängiges Kanada (Committee for an Independent Canada), das annähernd zehn Jahre einflussreich war, ehe es sich auflöste.
Zuletzt war er zwischen 1973 und 1977 Kanzler der York University in Toronto. An dieser Universität wurde 1981 auch eine Walter L. Gordon-Vorlesung (Lecture) gestiftet.
Für seine Verdienste wurde er unter anderem 1976 mit dem Titel Companion des Order of Canada ausgezeichnet, den höchsten Stufe des Order of Canada und Kanadas höchster Auszeichnung für Zivilpersonen. Aufgrund dieser Auszeichnung war er berechtigt, den Namenszusatz C.C. zu führen. 1977 erschienen seine Memoiren.